# Supercopa francesa de futbol de 1999
La Supercopa francesa de futbol de 1999, en francès Trophée des Champions va ser la 23a edició de la Supercopa francesa de futbol, que es va celebrar a l'Stade de la Licorne, Amiens el 24 de juliol de 1999, en què el FC Nantes, guanyador de la Copa de França de 1999, va derrotar per 1-0 el FC Girondins de Bordeus, campió de la Lliga francesa de 1998-1999.

## Detalls del partit
| FC Girondins de Bordeus | 0–1     | Nantes Atlantique |
| ----------------------- | ------- | ----------------- |
|                         | Detalls | Monterrubio 57'   |

| BORDEAUX:   |    |                          |     |     |
|             |    |                          |     |     |
| GK          | 16 | Ulrich Ramé              |     |     |
| RB          | 14 | François Grenet          |     |     |
| CB          | 21 | Kodjo Afanou             |     |     |
| CB          | 24 | Hervé Alicarte           | 58' |     |
| LB          | 5  | Jérôme Bonnissel         |     |     |
| MF          | 6  | Jean-Christophe Rouvière |     | 73' |
| MF          | 7  | Michel Pavon (c)         | 77' |     |
| MF          | 8  | Johan Micoud             |     |     |
| MF          | 10 | Stéphane Ziani           |     |     |
| FW          | 9  | Lilian Laslandes         |     |     |
| FW          | 11 | Sylvain Wiltord          |     |     |
| Suplents:   |    |                          |     |     |
| GK          | 1  | Teddy Richert            |     |     |
| DF          | 4  | Niša Saveljić            |     |     |
| DF          | 18 | Lassina Diabaté          |     |     |
| MF          | 20 | Laurent Batlles          |     |     |
| FW          | 27 | Pascal Feindouno         |     | 73' |
| Entrenador: |    |                          |     |     |
| Élie Baup   |    |                          |     |     |

| NANTES:          |    |                      |     |
|                  |    |                      |     |
| GK               | 1  | Mickaël Landreau (c) |     |
| RB               | 19 | Jean-Marc Chanelet   |     |
| CB               | 2  | Néstor Fabbri        |     |
| CB               | 15 | Nicolas Savinaud     |     |
| LB               | 6  | Salomon Olembé       |     |
| CM               | 9  | Eric Carrière        |     |
| CM               | 12 | Sébastien Piocelle   |     |
| CM               | 20 | Charles Devineau     | 73' |
| RW               | 8  | Frédéric Da Rocha    |     |
| LW               | 18 | Olivier Monterrubio  | 77' |
| FW               | 10 | Antoine Sibierski    |     |
| Suplents:        |    |                      |     |
| GK               | 16 | Willy Grondin        |     |
| DF               | 21 | Pascal Delhommeau    |     |
| MF               | 14 | Mehdi Leroy          | 73' |
| FW               | 25 | Patrick Suffo        | 77' |
| FW               | 28 | Hassan Ahamada       |     |
| Entrenador:      |    |                      |     |
| Raynald Denoueix |    |                      |     |

| ÀRBITRES DEL PARTIT - Àrbitres assistents: - Nelly Viennot - Alain Augu - Quart àrbitre: Laurent Duhamel |